# アリアネ・リプスキ
アリアネ・リプスキ（Ariane Lipski、1994年1月26日 - ）は、ブラジルの女性総合格闘家。パラナ州クリチバ出身。アメリカン・トップチーム所属。元KSW女子フライ級王者。

## 来歴
ムエタイをバックボーンに持ち、2013年、19歳でプロデビュー。

### KSW
2016年10月1日、KSW 36でシーラ・ガフと対戦し、1Rに右フックでダウンを奪い、パウンドでTKO勝ち。

#### KSW王座獲得
2017年5月27日、KSW 39のKSW女子フライ級初代王座決定戦でディアナ・ベルビタと対戦し、1Rに腕ひしぎ十字固めで一本勝ち。王座獲得に成功した。
2017年10月22日、KSW 40のKSW女子フライ級タイトルマッチで挑戦者のマリアナ・モライスと対戦し、試合開始58秒でリアネイキドチョークを極めて一本勝ち。王座防衛に成功した。
2018年3月3日、KSW 42のKSW女子フライ級タイトルマッチで挑戦者のシルヴァーナ・フアレスと対戦し、3-0の判定勝ち。2度目の防衛に成功した。

### UFC
2019年1月19日、UFCデビュー戦となったUFC Fight Night: Cejudo vs. Dillashawでフライ級ランキング10位のジョアン・コールダウッドと対戦し、0-3の判定負け。
2020年7月19日、UFC Fight Night: Figueiredo vs. Benavidez 2でルアナ・カロリーナと対戦し、膝十字固めで一本勝ち。パフォーマンス・オブ・ザ・ナイトを受賞した。
2020年11月21日、UFC 255で女子フライ級ランキング15位のアントニーナ・シェフチェンコと対戦し、パウンドで2RTKO負け。
2023年12月16日、UFC 296で女子フライ級ランキング12位のケイシー・オニールと対戦し、腕ひしぎ十字固めで2R一本勝ち。パフォーマンス・オブ・ザ・ナイトを受賞した。
2024年4月27日、UFC on ESPN: Nicolau vs. Perezで女子フライ級ランキング13位のカリーニ・シウバと対戦し、0-3の判定負け。
2025年6月7日、UFC 316でワン・ツォンと対戦するも前日計量で6ポンド(2.7キロ)オーバーし、試合は132ポンドのキャッチウェイトで行われたが0-3の判定負け。3連敗となりUFCからリリースされた。

## 戦績
| 総合格闘技 戦績 | 総合格闘技 戦績 | 総合格闘技 戦績 | 総合格闘技 戦績 | 総合格闘技 戦績 | 総合格闘技 戦績 | 総合格闘技 戦績 |
| --------------- | --------------- | --------------- | --------------- | --------------- | --------------- | --------------- |
| 27 試合         | (T)KO           | 一本            | 判定            | その他          | 引き分け        | 無効試合        |
| 17 勝           | 6               | 4               | 7               | 0               | 0               | 0               |
| 11 敗           | 4               | 1               | 6               | 0               | 0               | 0               |

| 勝敗 | 対戦相手                     | 試合結果                             | 大会名                                                        | 開催年月日     |
| ×    | ワン・ツォン                 | 5分3R終了 判定0-3                    | UFC 316: Dvalishvili vs. O'Malley 2                           | 2025年6月7日   |
| ×    | ジャスミン・ジャスダビシアス | 3R 2:28 ブラボーチョーク             | UFC Fight Night: Moreno vs. Albazi                            | 2024年11月2日  |
| ×    | カリーニ・シウバ             | 5分3R終了 判定0-3                    | UFC on ESPN 55: Nicolau vs. Perez                             | 2024年4月27日  |
| ○    | ケイシー・オニール           | 2R 1:18 腕ひしぎ十字固め             | UFC 296: Edwards vs. Covington                                | 2023年12月16日 |
| ○    | メリッサ・ガト               | 5分3R終了 判定2-1                    | UFC on ESPN 48: Strickland vs. Magomedov                      | 2023年7月1日   |
| ○    | JJ・アルドリッチ             | 5分5R終了 判定3-0                    | UFC Fight Night: Yan vs. Dvalishvili                          | 2023年3月11日  |
| ×    | プリシラ・カショエイラ       | 1R 1:05 TKO（右ストレート→パウンド） | UFC on ESPN 41: Vera vs. Cruz                                 | 2022年8月13日  |
| ○    | マンディ・ブーム             | 5分3R終了 判定3-0                    | UFC Fight Night: Smith vs. Spann                              | 2021年9月18日  |
| ×    | モンタナ・デ・ラ・ロサ       | 2R 4:27 TKO（パウンド）              | UFC Fight Night: Rozenstruik vs. Sakai                        | 2021年6月5日   |
| ×    | アントニーナ・シェフチェンコ | 2R 4:33 TKO（パウンド）              | UFC 255: Figueiredo vs. Perez                                 | 2020年11月21日 |
| ○    | ルアナ・カロリーナ           | 1R 1:28 膝十字固め                   | UFC Fight Night: Figueiredo vs. Benavidez 2                   | 2020年7月19日  |
| ○    | イザベラ・デ・パドゥア       | 5分3R終了 判定3-0                    | UFC Fight Night: Błachowicz vs. Jacaré                        | 2019年11月16日 |
| ×    | モリー・マッキャン           | 5分3R終了 判定0-3                    | UFC Fight Night: Moicano vs. Korean Zombie                    | 2019年6月22日  |
| ×    | ジョアン・コールダウッド     | 5分3R終了 判定0-3                    | UFC Fight Night: Cejudo vs. Dillashaw                         | 2019年1月19日  |
| ○    | シルヴァーナ・フアレス       | 5分5R終了 判定3-0                    | KSW 42: Khalidov vs. Narkun 【KSW女子フライ級タイトルマッチ】 | 2018年3月3日   |
| ○    | マリアナ・モライス           | 1R 0:58 リアネイキドチョーク         | KSW 40: Dublin 【KSW女子フライ級タイトルマッチ】              | 2017年10月22日 |
| ○    | ディアナ・ベルビタ           | 1R 4:52 腕ひしぎ十字固め             | KSW 39: Colosseum 【KSW女子フライ級初代王座決定戦】           | 2017年5月27日  |
| ○    | シーラ・ガフ                 | 1R 2:09 TKO（右フック→パウンド）     | KSW 36: Materla vs. Palhares                                  | 2016年10月1日  |
| ○    | ジュリアナ・ヴェルネル       | 2R 4:26 KO（右フック）               | Imortal FC 4: Dynamite                                        | 2016年5月21日  |
| ○    | カタジナ・ルボンスカ         | 2R 3:25 TKO（右ストレート→パウンド） | KSW 33: Khalidov vs. Materla                                  | 2015年11月28日 |
| ○    | ポーラ・ヴィエラ・ダ・シウバ | 1R 1:04 TKO（パンチ連打）            | Striker's House Cup 55                                        | 2015年10月17日 |
| ○    | マルタ・ソウザ               | 5分3R終了 判定3-0                    | Striker's House Cup 52                                        | 2015年8月15日  |
| ○    | ゲイシェレ・ナシメント       | 1R 0:35 TKO（パンチ連打）            | Striker's House Cup 50                                        | 2015年6月20日  |
| ×    | イザベリー・ヴァレラ         | 5分3R終了 判定1-2                    | Curitiba Top Fight 9: The Return                              | 2015年3月1日   |
| ×    | ダイアネ・フィルミーノ       | 1R 2:28 TKO（パンチ連打）            | MMA Super Heroes 7                                            | 2014年11月15日 |
| ○    | ジャクリーン・サンタナ       | 1R 0:20 TKO（パンチ連打）            | Gladiator Combat Fight 7                                      | 2014年9月6日   |
| ×    | ジゼル・モレイラ             | 5分3R終了 判定0-3                    | Nitrix Champion Fight 21                                      | 2014年6月1日   |
| ○    | ダイアナ・トルカト           | 5分3R終了 判定3-0                    | Nitrix Champion Fight 17                                      | 2013年11月3日  |

## 獲得タイトル
- 初代KSW女子フライ級王座（2017年）

## 表彰
- UFC パフォーマンス・オブ・ザ・ナイト（2回）